# Mellisa Hollingsworth
Mellisa Hollingsworth (Lacombe, 4 de octubre de 1980) es una deportista canadiense que compitió en skeleton.
Participó en tres Juegos Olímpicos de Invierno, obteniendo una medalla de bronce en Turín 2006, en la prueba femenina, el quinto lugar en Vancouver 2010 y el undécimo en Sochi 2014. Ganó cinco medallas en el Campeonato Mundial de Skeleton entre los años 2000 y 2012.

## Palmarés internacional
| Juegos Olímpicos   | Juegos Olímpicos             | Juegos Olímpicos  | Juegos Olímpicos |
| Año                | Lugar                        | Medalla           | Prueba           |
| ------------------ | ---------------------------- | ----------------- | ---------------- |
| 2006               | Turín (Italia)               | Medalla de bronce | Individual       |
| Campeonato Mundial |                              |                   |                  |
| Año                | Lugar                        | Medalla           | Prueba           |
| 2000               | Igls (Austria)               | Medalla de plata  | Individual       |
| 2011               | Königssee (Alemania)         | Medalla de bronce | Individual       |
| 2011               | Königssee (Alemania)         | Medalla de bronce | Equipo mixto     |
| 2012               | Lake Placid (Estados Unidos) | Medalla de plata  | Individual       |
| 2012               | Lake Placid (Estados Unidos) | Medalla de bronce | Equipo mixto     |